# Cativolcus
Cativolcus také Catuvolcus (? – 53 př. n. l. Galie) byl s Ambiorikem spoluvládce galského kmene Eburonů. Spolu s Ambiorikem v roce 54 př. n. l. v období galských válek povstal proti římským legiím vedených Tituriem Sabinem, Luciem Cottou, Titem Labienem a Tulliem Cicerem, které zimovaly v severní Galii, během návratu z druhé Caesarovy výpravy do Británie. Lstí spolu s Ambiorikem vylákali římské vojáky z opevněného tábora a v bitvě u Atuatuca Římany porazili. V bitvě byli zabití i legáti Titurius Sabinus, Lucius Cotta.
Na jaře 53 př. n. l. se na území Eburonů, které se rozkládalo poblíž řeky Mázy a Rýna, vydal Julius Caesar, aby povstalce potrestal. Kmen Eburonů téměř vyvraždil, území zpustošil tím, že vypálil vesnice, pobil dobytek a zničil úrodu. Cativolcus i Ambiorix se snažili před římskými nájezdy uniknout, ale protože byl Cativolcus již starý, nemohoucí a unavený neustálými konflikty s Římany, tak Ambiorika rituálně proklel za podněcování ke vzpouře a následně se otrávil šťávou z tisu. Ambiorix unikl přes Rýn do Germánie, kde zmizel beze stopy.
Jméno Catuvolcos je keltského původu a označuje toho "kdo bojuje jako jestřáb".